# Hitachi Rail STS
Hitachi Rail STS S.p.A. (già Ansaldo STS S.p.A.) è una società per azioni italiana, di proprietà dell'azienda giapponese Hitachi, che opera nel settore ferroviario con sede a Napoli ed ulteriori stabilimenti a Genova, Pistoia e Reggio Calabria.
Si occupa della produzione e commercializzazione di veicoli per il trasporto ferroviario, sistemi di segnalamento (da cui la sigla STS, cioè Signaling and Transportation Solutions) e tecnologia digitale, attività di service & maintenance, nonché soluzioni chiavi in mano in tutto il mondo.
È stata quotata dal 2006 al 2019 alla Borsa Italiana dove era presente negli indici FTSE Italia Mid Cap e FTSE Italia STAR.
Dal 30 gennaio 2019, al termine dell'offerta pubblica di acquisto lanciata sulla società a 12,70 €, Hitachi Rail Italy Investments detiene l'intero capitale sociale. Il 1º aprile seguente il nome della società è stato cambiato in Hitachi Rail STS S.p.A.

## Attività
Hitachi Rail STS S.p.A. è attiva in più di 38 paesi, con 11 siti produttivi in tre continenti, oltre 12.000 dipendenti ed ha sede principale a Napoli. Opera nella progettazione, realizzazione e gestione di sistemi e servizi di segnalamento e supervisione del traffico ferroviario e metropolitano, anche come appaltatore principale (lead contractor). La società ha un'organizzazione geografica internazionale presente in: Europa centro-orientale e Medio Oriente, Europa occidentale e Nord Africa, Americhe, Asia e Pacifico. La società opera in tutto il mondo come appaltatore, integratore di sistema e fornitore “chiavi in mano” di progetti di trasporto di massa in ambito ferroviario e metropolitano. Le diverse entità legali incluse nel perimetro della società svolgono attività nei campi della gestione del traffico, del controllo dei treni, della produzione di sistemi di segnalamento e di servizi di manutenzione.

## Storia
Le origini del gruppo risalgono al 1853 con la costituzione a Genova della società Giovanni Ansaldo & C. che inizia ad operare nel settore della fabbricazione di veicoli e strutture per il trasporto ferroviario.

Attraverso numerosi passaggi, l'attività viene successivamente portata avanti da diverse società, fino a giungere ad Italtrafo S.p.A., operativa fino al 1980, anno in cui viene incorporata da Ansaldo Trasporti S.p.A., società costituita da pochi mesi quale joint-venture tra Finmeccanica S.p.A. (poi Leonardo) ed Ansaldo S.p.A.. Alla Ansaldo Trasporti viene inoltre trasferita l'attività relativa ai trasporti elettrificati della stessa Ansaldo S.p.A.

Lo sviluppo di Ansaldo Trasporti procede negli anni attraverso una politica di acquisizioni internazionali; in particolare:
- nel 1988 acquisisce la società americana Union Switch & Signals, nata nel 1883 dall'unione di tre importanti società del settore dei sistemi di trasporto;[7]
- nel 1989 acquisisce il 49% della società francese Compagnie des Signaux et d'Entreprises Electriques, nata come Compagnie des Signaux pour Chemins de Fer nel 1902; l'acquisizione del restante 51% verrà effettuata nel 1996.[5]

Nello stesso 1996 viene costituita una holding olandese denominata Ansaldo Signal N.V., a cui vengono conferite le partecipazioni nelle società attive nel settore del segnalamento ferroviario.
Nel 2001 Ansaldo Trasporti viene incorporata da Finmeccanica (oggi Leonardo) che si trova pertanto a detenere il 100% di Ansaldo Signal N.V., di Ansaldo Trasporti - Sistemi Ferroviari S.p.A., società costituita nel 2001 a cui era stato conferito il settore sistemi, e di Ansaldobreda S.p.A., che aveva ricevuto il settore di costruzione dei veicoli ferroviari.
Dall'altro lato, nel 1996 Finmeccanica (oggi Leonardo) aveva acquisito, nell'ambito dell'incorporazione di Alenia Spazio S.p.A., il 100% della società S.I.C. Società Italiana Comunicazioni s.r.l., poi ridenominata EuroSkyway s.r.l. e posta in liquidazione il 19 aprile 2005. Il 21 novembre successivo la procedura di liquidazione è revocata e quindi, il 29 novembre, la società viene trasformata in società per azioni ed assume la denominazione attuale Ansaldo STS (Signalling and Transportation Solutions) S.p.A.
Ultima operazione, che conduce all'assetto attuale, è il conferimento da parte di Finmeccanica (oggi Leonardo) alla società delle partecipazioni di controllo di Ansaldo Signal N.V. e Ansaldo Trasporti Sistemi Ferroviari S.p.A., avvenuto, in vista della quotazione in Borsa, il 24 febbraio 2006.
Nel 2006 Ansaldo STS si è aggiudicata, attraverso International Metro Service S.r.l. (51% ATM S.p.A., 49% Ansaldo STS S.p.A.), per 122 milioni di euro la gestione e la manutenzione della Metropolitana di Copenaghen per i successivi tre anni, dopo che nel 1996 aveva vinto l'appalto per la sua costruzione.
Nel 2013 Ansaldo STS, Salini Impregilo, Bombardier, Nesma e Larsen & Toubro si sono aggiudicati una commessa dal valore di sei miliardi di euro per la realizzazione della Linea 3 della Metropolitana di Riyad: è la più grande commessa affidata a imprese italiane.
Nel 2014 Ansaldo STS si è aggiudicata il contratto “chiavi in mano” del valore di 710 milioni di dollari per la metropolitana senza conducente di Lima, Perù. Il progetto della metropolitana di Lima, L2 e L4 si compone di 35 stazioni, 35 km di tunnel, 2 depositi e 42 veicoli. Nel luglio dello stesso anno si è aggiudicata, inoltre, un contratto per l'alta velocità in
Spagna del valore di 47 milioni di euro per implementare e mantenere i sistemi di segnalamento ERTMS lungo la linea ad alta velocità che collega La Robla e Pola de Lena e ha firmato un contratto del valore di 78 milioni di euro relativo alla realizzazione della nuova metropolitana a Navi Mumbai in India.

### Delisting e Fusione
Nel febbraio 2015, il Consiglio d'Amministrazione di Finmeccanica (poi divenuta Leonardo) ha deliberato la vendita della propria quota di maggioranza, pari al 40,066% del capitale sociale, alla società giapponese Hitachi. Con il closing del 2 novembre, avvenuto in occasione dell'Assemblea degli azionisti, Hitachi Rail Italy Investment è diventato l'azionista di riferimento di Ansaldo STS. Durante la prima riunione del nuovo Consiglio di Amministrazione, presieduta dal nuovo presidente Alistair Dormer, Stefano Siragusa è stato confermato Amministratore Delegato e Direttore Generale della Società, con le deleghe operative necessarie per la gestione della Società e del Gruppo.
Nel marzo 2016, in seguito all'Opa obbligatoria lanciata sulla società e all'acquisto di pacchetti effettuato fuori borsa a 10,50 € per azione, Hitachi Rail Italy Investments è arrivata a detenere il 50,77% del capitale sociale.
Stefano Siragusa, Amministratore Delegato e Direttore Generale di Ansaldo STS, ha rassegnato le dimissioni il 31 marzo 2016 rimanendo in carica fino al 13 maggio 2016 quando, in occasione dell'Assemblea degli Azionisti, è stato nominato il nuovo Consiglio d'Amministrazione. Il 24 maggio il Consiglio ha nominato Andrew Barr Amministratore Delegato e Direttore Generale di Ansaldo STS. A Barr sono state inoltre conferite tutte le deleghe operative necessarie per la gestione della Società e del Gruppo.
Il 29 ottobre 2018, Hitachi Rail Italy Investment acquista tutte le azioni del fondo Elliott, la cui partecipazione era nel frattempo salita al 31,79%, ad un prezzo di 12,70 € per azione, arrivando quindi ad un totale di 82,567% dell'azionariato.
Il 30 gennaio 2019 al termine dell'OPA avendo Hitachi Rail Italy Investment acquisito l'intero capitale sociale, la società viene delistata dalla Borsa Italiana.
Il 1º giugno 2021 entra in vigore la fusione per incorporazione di Hitachi Rail S.p.A. in Hitachi Rail STS S.p.A.

## Struttura del gruppo
- Unità di business Rail Control: sistemi di segnalamento ferroviario e metropolitano nonché armamento, segnalamento, alimentazione, telecomunicazioni e veicoli di un sistema di trasporto;
- Unità di business Vehicles: produzione e commercializzazione di materiale rotabile, tra cui progettazione e produzione di sistemi di trasporto chiavi in mano, automatici e totalmente driverless (UTO)[23]

## Prodotti

### Treni ad alta velocità
- Frecciarossa ETR 1000

### Treni regionali
- Vivalto
- TSR
- Intercity Express British Rail Class 802 per la britannica Great Western Railways.
- Rock[24]
- Blues

### Tram
- Sirio
- Serie 8000 per GTT

### Metropolitana senza guidatore
- Brescia
- Honolulu
- Copenaghen
- Milano
- Riyadh
- Taipei
- Roma
- Salonicco
- Lima

### Metropolitana
- Meneghino
- Metropolitana di Fortaleza
- Elettromotrici AMT 31-37
- Leonardo

## Azionariato
Dal 1º maggio 2021 Hitachi Rail Ltd. (gruppo Hitachi) possiede l'intero capitale della società.

## Dati economici e finanziari
| Anno | Ricavi (M€) | EBIT (M€) | Utile netto (M€) | Patrimonio netto (M€) | Dipendenti | Note   |
| ---- | ----------- | --------- | ---------------- | --------------------- | ---------- | ------ |
| 2006 |             |           | 43,2             | 126,6                 | 3 962      |        |
| 2008 | 1 100,0     | 117,5     | 77,5             | 238,7                 |            |        |
| 2012 | 1 240,0     | 117,0     | 75,6             | 469,1                 | 4 100      |        |
| 2013 | 1 229,8     | 117,5     | 74,8             | 499,0                 | 3 929      | [ 25 ] |
| 2014 | 1 303,5     | 130,5     | 80,7             | 574,9                 | 3 799      | [ 25 ] |
| 2015 | 1 383,8     | 135,8     | 93,0             | 665,1                 | 3 772      | [ 26 ] |
| 2016 | 1 327,4     | 126,8     | 77,9             | 707,8                 | 3 951      | [ 27 ] |
| 2017 | 1 361,8     | 108,8     | 64,9             | 729,0                 | 4 228      | [ 28 ] |